# Ethel Flora Fortune
Ethel Flora Fortune foi uma canadense, passageiro da primeira classe do RMS Titanic e sobrevivente do naufrágio.

## Vida pregressa
Ethel Flora Fortune nasceu em Winnipeg, Manitoba, Canadá em 22 de setembro de 1883. Era a segunda filha e terceira criança de Mark e Mary Fortune. Seus pais, Mark e Mary, a convidaram para se juntar a eles e seus irmãos mais jovens para uma viagem pela Europa. Ela tinha 3 irmãos mais novos: Alice Elizabeth (10 de maio de 1887), Mabel Helen (3 de novembro de 1888) e Charles Alexander (13 de outubro de 1892). Os dois irmãos mais velhos de Ethel, Robert William H. (1ª de julho de 1877 - 28 de dezembro de 1965) e Clara Alma (2 de agosto de 1879 - 1964) não acompanhavam o resto da família durante a viagem. Ethel era noiva de Crawford Gordon I, banqueiro de Winnipeg. Ethel concordou em postergar seu casamento para que ela pudesse comprar seu enxoval na Europa e cuidar de irmãos mais novos. Ela comprou vestidos da casa de moda, Worth, em Paris.

## A bordo doTitanic
Ethel embarcou no RMS Titanic em Southampton como passageira da primeira classe junto com seus pais e irmãos. Eles ocuparam as cabines C-23-25-27.
Ethel pensou que entrar em um dos botes salva-vidas seria perda de tempo. Ela deixou duas de suas irmãs no convés e retornou à sua cabine. Em sua cabine, um tripulante a informou que sua mãe tinha ido ao convés. O tripulante a conduziu até o bote número 10, enquanto já estava sendo baixado. Ela pulou para dentro do bote e as pessoas a bordo a ajudaram. No momento em que o Titanic afundou o bote estava a 1.600 metros do navio. O pensamento de seu irmão Charles flutuando na água enquanto clamava por ajuda permaneceu com ela pelo resto da vida. Seu bote foi o penúltimo a ser pego, por volta de 8:00.

## Depois do naufrágio e morte
Ethel se casou com Crawford Gordon I em 1913. Sete anos mais tarde eles se mudaram para a Jamaica. Depois se mudaram para Toronto, Ottawa e Londres, Inglaterra quando Crawford Gordon I foi indicado gerente do Banco do Comércio no Reino Unido. Tiveram dois filhos: William Fortune Gordon e Crawford Gordon Jr. Crawford Jr. se tornou o chefe da fábrica canadense de fabricação de aeronaves A.V. Roe. Nos anos 1950 Crawford II foi responsável pela produção da aeronave Avro Arrow.
Ethel morreu em Toronto em 22 de março de 1961. Foi enterrada  no Mount Pleasant Cemetery, Toronto.